# Elizabeth Wolgast
Elizabeth Wolgast (Plainfield, 27 febbraio 1929 – 13 ottobre 2020) è stata una filosofa e scrittrice statunitense, interessante e originale esponente del femminismo e della difesa dei diritti dei deboli.

## Biografia
Elizabeth Hankins Wolgast nasce a Plainfield, una piccola cittadina del New Jersey, all'epoca di poco più di 40.000 abitanti. Nel dopoguerra, si iscrive alla Cornell University di Ithaca, nello Stato di New York.
Quattro anni dopo, nel 1950, si laurea in Lettere Moderne. Al termine del master, nel 1952, prosegue l'attività di dottorato presso l'Università di Washington (University of Washington) dove si iscrive al corso specialistico di Filosofia.
Concluso il periodo di dottorato nel 1955, nel quale affronta soprattutto il tema della Teoria della Conoscenza secondo Ludwig Wittgenstein, la Wolgast accetta un incarico di docenza presso il centro di ricerca dell'Università del Michigan (University of Michigan) ad Ann Arbor.
Insegnerà successivamente in diverse università americane: San Francisco State University, Università della California, Davis, Università della California - Berkeley.
Nel 1968, proprio negli anni della contestazione, si trasferisce quindi alla Hayward University, in California, dove rimarrà fino al pensionamento, che avverrà nel 1996. Dal 1996 sarà nominata professore emeritus. 	
Nel corso di quaranta anni di attività didattica e di ricerca Wolgast è stata professoressa “visitatrice” al Dartmouth College e presso l'Accademia militare degli Stati Uniti (United States Military Academy West Point). È stata sostenitrice di varie associazioni quali l'American Association of University Women, l'American Council of Learned Societies, il National Endowment for the Humanities, Cambridge University, e la Finnish Academy. È stata destinataria di finanziamenti di ricerca da parte della Rockefeller Foundation di Bellagio.
Il suo nome è sempre affiancato alle battaglie femministe e al femminismo liberale, alla tutela delle minoranze, all'affermazione dei diritti dei più deboli, all'idea di rappresentanza, responsabilità, condivisione e democrazia.

## Opere
Fra le sue pubblicazioni, ricordiamo: Ethics of an Artificial Person, Etica di una Persona Artificiale (Stanford 1992), The Grammar of Justice, Equality and the Rights of Women, Eguaglianza e Diritti delle Donne (Ithaca 1980), Paradoxes of Knowledge, Paradossi della Conoscenza (Ithaca 1977).
Tradotto anche in italiano il fondamentale La Grammatica della Giustizia (I edizione americana 1987), Editori Riuniti, Roma, 1991